# 宋善玉
宋善玉（1980年—），青岛黄岛人，汉族，中华人民共和国政治人物。

## 生平
毕业于军事经济学院财务工程专业。加入中国共产党，担任济南军区某部士官班长。2008年起担任全国人大代表。2013年，担任全国人大代表。2018年2月24日，当选为第十三届全国人大代表。